# Curt Young
Curtis Allen Young, ameriški igralec in trener bejzbola, * 16. april 1960, Saginaw, Michigan, ZDA. 
Young je upokojeni poklicni metalec, ki je v ligi MLB preživel 10 let (1983-1993). Sedaj je trener metalcev ekipe, s katero je preživel glavnino svoje igralske kariere, Oakland Athletics.

## Igralski dnevi
Young je bil s strani ekipe iz Oaklanda izbran v 4. krogu nabora lige MLB leta 1981. Ekipi se je na stopnji MLB pridružil leta 1983 in z njimi igral vse do leta 1991. Leta 1987 je bil njihov začetni metalec ob Dnevu odprtja. Nato je leto 1992 preživel z ekipama  Kansas City Royals in New York Yankees pred povratkom v Oakland v letu 1993.
Young je v svoji karieri zabeležil dve celotni tekmi z le enim dovoljenim udarcem v polje. To mu je uspelo 5. oktobra leta 1986 in 9. junija 1987. Prav tako je bil udeleženec dveh izmed niza treh zaporednih Svetovnih serij ekipe med obdobjem 1988-1990, in to prav tistih leta 1988 in 1990, ki so ju izgubili (leta 1989 so suvereno zmagali).

## Trenerska kariera
Preden je leta 2004 postal trener metalcev ekipe, je bil Young že prejšnje štiri sezone tako ali drugače vpleten v nižje podružnice kluba. Po tem, ko so mu po sezoni 2010 ponudili enoletno pogodbo, je klub začasno zapustil. Nato se je 2. novembra 2010 na istem položaju pridružil ekipi Boston Red Sox, a se je po zgodovinskem septembrskem razpadu ekipe vrnil nazaj v Oakland.